# Рікарду Олівейра
Рікарду Олівейра (порт. Ricardo Oliveira, нар. 6 травня 1980, Сан-Паулу) — бразильський футболіст, що грав на позиції нападника. Відомий, зокрема, виступами за «Сантус», «Валенсію», «Реал Бетіс», «Мілан», а також національну збірну Бразилії.

## Клубна кар'єра
Рікарду Олівейра почав займатися футболом в школі «Корінтіанса» в 1997 році. В 1999-му він продовжив займатися вже у «Портуґезі», де в наступному році потрапив до дорослої команди.
На початку 2003 року Рікарду перейшов до «Сантуса». За цей клуб він забив на груповому етапі та у плей-офф Кубка Лібертадорес 2003, а також взяв участь в обох матчах програного «Бока Хуніорс» фіналу.
31 липня 2003 року нападник підписав контракт з іспанською «Валенсією». Під керівництвом Рафаеля Бенітеса він забив 8 голів в 21 грі Ла-Ліги, ставни чемпіоном іспанії, та ще додав до золотих медалей чемпіонату Кубок УЄФА. 
Тим не менш, наступного сезону Олівейра перейшов до «Реал Бетіса» за €4,000,000. В першому сезоні за нову команду він забив 22 голи в 37 матчах в чемпіонаті, чим допоміг клубу зайняти 4-те місце в турнірній таблиці та вперше в історії потрапити до Ліги чемпіонів УЄФА. На початку 2006 року Олівейра відправився в оренду до «Сан-Паулу», щоб бути в полі зору головного тренера збірної Бразилії перед Чемпіонатом Світу 2006.
31 серпня 2006 року Рікарду підписав п'ятирічний контракт з «Міланом». За перехід Бетіс отримав €17,500,000. Крім цього частиною угоди став перехід до «зелено-білих» Йогана Фоґеля. За «россо-нері» він дебютував у другому таймі гри проти «Лаціо», забивши гол з лінії воріт, що допомогло його команді перемогти з рахунком 2-1. Проте Рікарду спромігся забити лише два голи в усіх наступних матчах ліги та двічі в Кубку Італії. 
14 липня 2007 року нападник повернувся до Іспанії в оренду в «Реал Сарагосу». По закінченню періоду оренди арагонці скористалися опцією, згідно з якою мали право викупу контракту гравця за встановлену плату. 10 травня 2008 року «Сарагоса» купила Олівейру за €10,000,000.
В кінці січня 2009 року Олівейра повернувся до «Реал Бетіса» за €8,900,000 відступних. В дебютному поєдинку він забив другий гол на 83-й хвилині у ворота «Севільї», що допомогло його команді здобути перемогу у принциповому дербі з рахунком 2-1.

## Титули і досягнення
«Сантос»
- Кубок Лібертадорес
  - Фіналіст (1): 2003

 «Сан-Паулу»
- Чемпіонат Бразилії
  - Чемпіон (1): 2006

 «Валенсія»
- Чемпіонат Іспанії
  - Чемпіон (1): 2003–04
- Кубок УЄФА
  - Володар (1): 2003–04

 «Реал Бетіс»
- Кубок Іспанії
  - Володар (1): 2004–05

 «Мілан»
- Ліга чемпіонів УЄФА
  - Переможець (1): 2006–07

 «Аль-Джазіра»
- Чемпіонат ОАЕ
  - Чемпіон (1): 2010–11
- Кубок ОАЕ
  - Володар (2): 2010–11, 2011–12
- Кубок ліги ОАЕ
  - Володар (1): 2009–10

 Збірна
- Кубок Америки
  - Володар (1): 2004
- Кубок конфедерацій
  - Володар (1): 2005